# Siklós
Siklós (en serbocroata: Šikloš/Шиклош) es la cuarta ciudad más grande del condado de Baranya, en Hungría.

## Conquista otomana
Durante la campaña de 1543 del sultán Solimán en Hungría, el ejército otomano tomó primero Valpovo, en Eslavonia, el 23 de junio. Más tarde, Solimán envió su ejército al norte del río Drava para tomar Siklós, que pertenecía a la familia Perényi, quienes, durante la guerra civil que azotaba Hungría, estaban del lado del rey Fernando I de Habsburgo. El 24 o el 25 de junio, Siklós tuvo la oportunidad de rendirse, pero la guarnición, liderada por el castellano Mihály Vas, se negó. El 26 de junio, Siklós fue sitiada, bombardeada y atacada, pero la guarnición se mantuvo firme. Mientras Siklós estaba sitiada, llegaron representantes de Pécs y entregaron la ciudad. El 6 de julio, tras el impacto de 3000 balas de cañón en la fortaleza, la guarnición se rindió y Solimán entró en la ciudad al día siguiente. Desde Siklós, el sultán marchó a Pécs. Tras 143 años de dominio otomano, Siklós fue liberada el 30 de octubre de 1686.

## Personas notables
- George Mikes, autor británico más famoso por sus comentarios humorísticos sobre varios países.
- Albert Siklós, compositor
- Rudolphus de Benyovszky, violinista y compositor

## Ciudades hermanadas
Siklós está hermanada con: 
- Aiud, Romania
- Donji Miholjac, Croatia
- Feldbach, Austria
- Fornovo di Taro, Italy
- Moldava nad Bodvou, Slovakia

## Galería

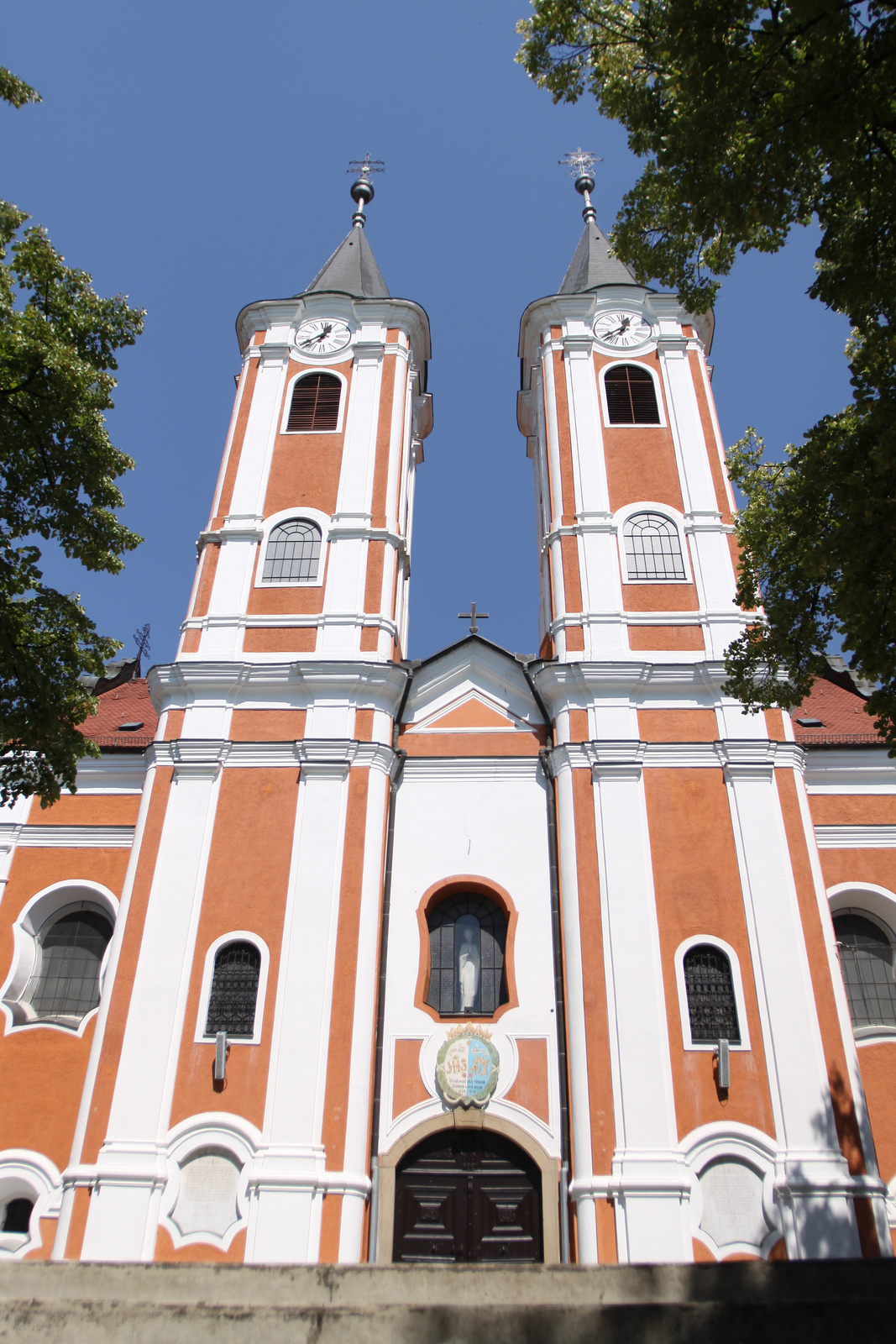
Iglesia franciscana de Máriagyüd
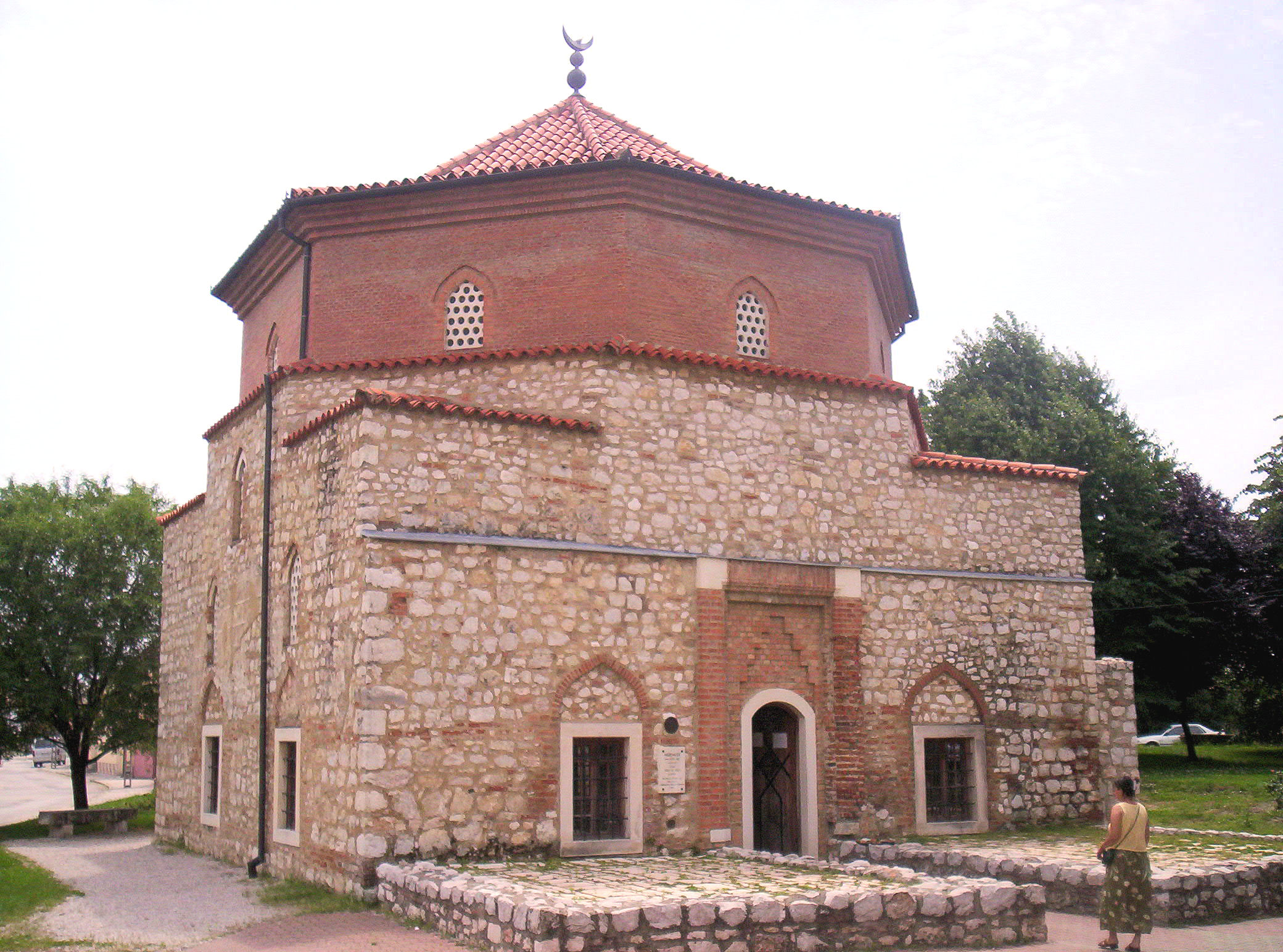
Mezquita Malkocs Bey
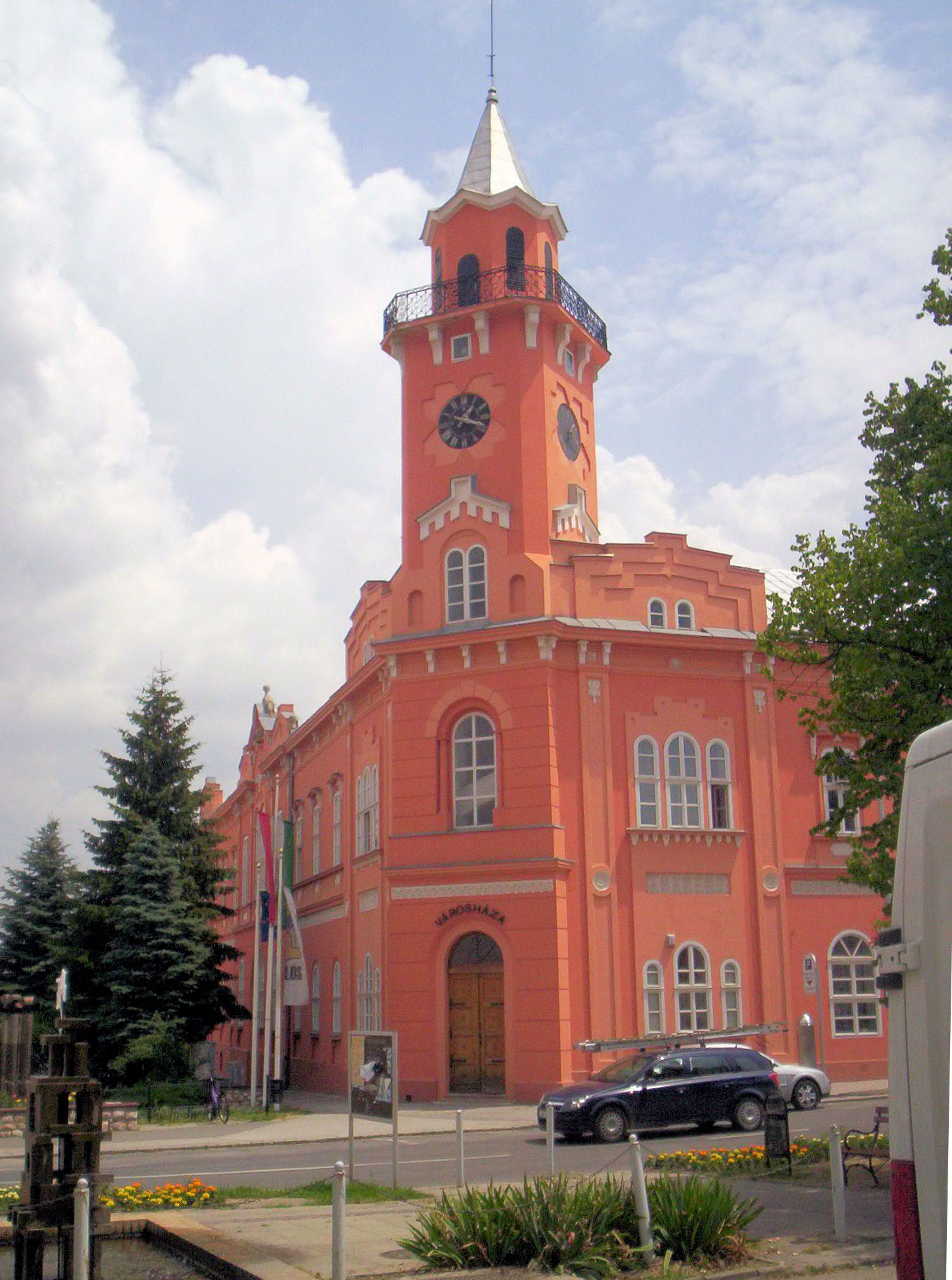
Ayuntamiento
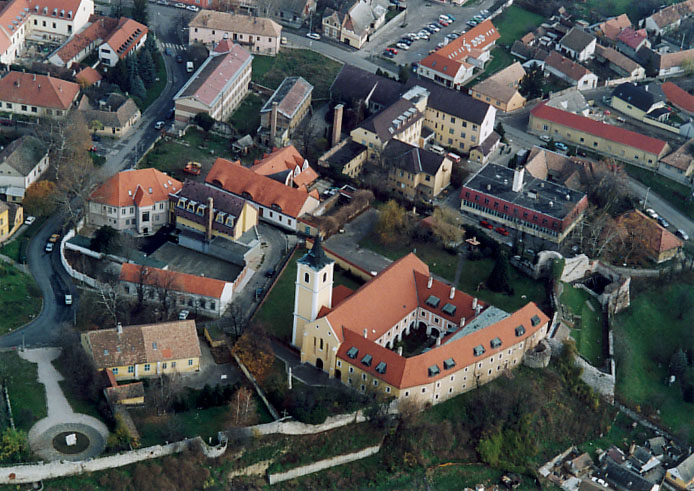
El convento de Ágoston